# وداع السلافية
وداع السلافية أو وداع المرأة السلافية أو فراق السلافية (بالروسية: Прощание славянки) (نقحرة: پراشانيىْ سلاڤيانْكِي) هي موسيقى مارش روسية. كتبها عازف البوق فاسيلي أغابكين في مقر فوج الفرسان الاحتياطي السابع في عام 1912، والذي كان في مدينة تامبوف، وكان ذلك تحت تأثير أحداث حرب البلقان الأولى (1912-1913) ضد الدولة العثمانية. وهي في جوهرها أغنية وطنية تعبر عن الرحيل لخوض الحرب أو الخدمة العسكرية أو الذهاب لرحلة طويلة. وهي من أكثر «الرموز الموسيقية» شهرةً واعترافاً خلال الإمبراطورية الروسية والاتحاد السوفيتي وروسيا الاتحادية.
في عام 2015، أقيم نصب تذكاري في محطة بيلوروسكي للسكك الحديدة في موسكو تكريماً لهذه الأغنية.

## ملفات صوتية
- ملف صوتي لموسيقى وداع السلافية (نسخة عادية)
- وداع السلافية (نسخة ستيريو)